# Upington
Upington è una città del Sudafrica, appartenente alla Municipalità locale di Khara Hais, nella provincia del Capo Settentrionale. Sorge sulle sponde del fiume Orange, a 835 m di altitudine, ai bordi del deserto del Kalahari.
Fondata nel 1884, la città prese il nome da Thomas Upington, allora attorney general della Colonia del Capo.

## Storia
Il primo insediamento nella zona fu una missione, costruita nel 1875. Gli antichi edifici della missione oggi ospitano il Kalahari Orange Museum.

## Dintorni
Upington è la città più vicina alle Cascate Augrabies, fra le più alte e spettacolari del Sudafrica. La zona è arida ma il terreno è fertile, e l'irrigazione consente la coltivazione di frutta e la produzione vinicola. I vini prodotti nella zona di Upington sono destinati principalmente ai mercati esteri, e contribuiscono per il 40% all'esportazione vinicola complessiva del Sudafrica.
La cittadina è inoltre il principale punto d'accesso per il Parco transfrontaliero Kgalagadi, uno dei principali parchi nazionali del paese, situato al confine tra Sudafrica e Botswana.

## Società

### Evoluzione demografica
La municipalità di Khara Hais ha una popolazione di etnia mista; prevalgono i cape coloured (meticci, 64%), seguiti dal gruppo delle etnie africane (20%), dai bianchi (15%). Ci sono piccole comunità di asiatici e somali.

## Infrastrutture e trasporti
Upington dispone di un moderno aeroporto, con voli di linea della compagnia SA Airlink, affiliata della South African Airways. La pista di decollo (4900 m) è una delle più lunghe del mondo e la più lunga in Africa.

## Geografia fisica

### Clima
Upington è generalmente considerata la città più calda del Sud Africa, con un clima essenzialmente arido, anche se la vicinanza del fiume Orange apporta un po' di umidità nei mesi estivi.
|                                             | Gen | Feb | Mar | Apr | Mag | Giu | Lug | Ago | Set | Ott | Nov | Dic | Anno |
| ------------------------------------------- | --- | --- | --- | --- | --- | --- | --- | --- | --- | --- | --- | --- | ---- |
| Temperatura massima registrata (°C)         | 46  | 42  | 41  | 38  | 34  | 29  | 29  | 33  | 39  | 40  | 41  | 43  | 46   |
| Temperatura massima media giornaliera (°C)  | 36  | 34  | 32  | 28  | 24  | 21  | 21  | 23  | 27  | 30  | 33  | 35  | 29   |
| Temperatura minima media giornaliera (°C)   | 20  | 20  | 18  | 13  | 8   | 5   | 4   | 6   | 9   | 13  | 16  | 19  | 13   |
| Temperatura minima registrata (°C)          | 10  | 9   | 5   | 2   | -2  | -5  | -6  | -7  | -2  | 2   | 5   | 6   | -7   |
| Precipitazioni medie mensili (mm)           | 24  | 35  | 37  | 26  | 10  | 4   | 2   | 4   | 4   | 9   | 17  | 17  | 189  |
| Numero medio di giorni di pioggia (>= 1 mm) | 4   | 6   | 6   | 5   | 2   | 2   | 1   | 1   | 2   | 3   | 3   | 4   | 37   |
| Fonte: South African Weather Service        |     |     |     |     |     |     |     |     |     |     |     |     |      |